# Sarbanissa aegoceroides
Sarbanissa aegoceroides là một loài bướm đêm trong họ Noctuidae.